# Supersister
Supersister war eine niederländische Fusion- und Progressive-Rock-Band, die Ende der 1960er Jahre gegründet wurde.

## Bandgeschichte
Die Band wurde um 1967/1968 von Robert Jan Stips, Sacha van Geest, Marco Vrolijk und Ron van Eck in Den Haag unter dem Namen Sweet Okay Supersister gegründet und war zunächst in der lokalen Hippie-Szene unterwegs. Im Frühjahr 1970 veröffentlichten sie als Supersister ihre erste Single She Was Naked, die sich zu einem Hit entwickelte und der Band einen Plattenvertrag mit Polydor einbrachte.
Supersisters erstes Album Present from Nancy erschien im selben Jahr; 1971 folgte To the Highe$t Bidder, das als gelungenstes Album der Band gilt. Mit Live-Auftritten, einem weiteren Singlehit und dem dritten Album Pudding and Yesterday wurde die Band in ihrem Heimatland Anfang der 1970er Jahre erfolgreich.
Dann entstand allerdings Uneinigkeit über die musikalische Ausrichtung, und Vrolijk und van Geest wurden 1973 durch Charlie Mariano und Herman van Boeyen ersetzt. Das vierte, nun jazzigere Album Iskander fand keinen Anklang bei den Fans. Elton Dean übernahm schließlich Marianos Posten, doch die Band löste sich noch 1974 auf. Stips veröffentlichte kurz nach der Auflösung Supersisters mit van Eck und van Geest unter dem Namen Sweet Okay Supersister das wenig erfolgreiche Album Spiral Staircase.
Erst im Jahr 2000 fanden Supersister für das Progfest in Los Angeles wieder zusammen. Weitere Auftritte folgten sowie zwei Alben mit älteren bzw. aktuellen Live-Aufnahmen. Van Geests Tod im Juli 2001 bedeutete das vorläufige Ende Supersisters. Ein geplanter Auftritt beim US-amerikanischen NEARfest 2011 (North East Art Rock Festival in Bethlehem) musste wegen einer Erkrankung van Ecks abgesagt werden; er verstarb im Juli des Jahres.

## Diskografie

### Alben
| Jahr | Titel                                               | Höchstplatzierung, Gesamtwochen, AuszeichnungChartsChartplatzierungen (Jahr, Titel, Platzierungen, Wochen, Auszeichnungen, Anmerkungen) | Anmerkungen                  |
| Jahr | Titel                                               | NL | Anmerkungen                  |
| ---- | --------------------------------------------------- | --- | ---------------------------- |
| 1971 | To the Highe$t Bidder                               | NL10 (2 Wo.)NL |                              |
| 2016 | The Golden Years Of Dutch Pop Music                 | NL71 (1 Wo.)NL |                              |
| 2018 | Memories Are New – Complete Studio Album Collection | NL62 (1 Wo.)NL |                              |
| 2019 | Retsis Repus                                        | NL79 (1 Wo.)NL | als Supersister Projekt 2019 |

Weitere Alben
- 1970: Present from Nancy
- 1972: Pudding and Yesterday
- 1973: Superstarshine Vol. 3 (Kompilation)
- 1973: Iskander
- 1973: Startrack Vol. 1 (Kompilation)
- 1974: Spiral Staircase (als Sweet Okay Supersister)
- 2000: Memories Are New (Demo- und Live-Aufnahmen)
- 2000: Supersisterious (Livealbum)
- 2006: Live Paradiso 2000 (DVD, als Sweet Okay Supersister)
- 2013: Long Live Supersister! (Live- und Studioaufnahmen)
- 2013: Dreaming Wheelwhile (Kompilation)

### Singles
| Jahr | Titel Album                 | Höchstplatzierung, Gesamtwochen, AuszeichnungChartsChartplatzierungen (Jahr, Titel, Album, Platzierungen, Wochen, Auszeichnungen, Anmerkungen) | Anmerkungen |
| Jahr | Titel Album                 | NL | Anmerkungen |
| ---- | --------------------------- | --- | ----------- |
| 1970 | She Was Naked               | NL11 (7 Wo.)NL |             |
| 1972 | Radio Pudding and Yesterday | NL21 (5 Wo.)NL |             |